# 黑首胸棘鯛
黑首燧鯛（学名：Hoplostethus melanopus），又名黑首胸棘鯛，为燧鯛科胸棘鯛屬下的一个种。分布於印度西太平洋區，包括東非、南非、納米比亞、馬達加斯加、馬爾地夫、阿拉伯聯合大公國、澳洲、日本等海域，屬深海魚類，棲息深度400至914公尺，本魚身體與頭部褐灰色，鰭暗色的到黑色，背鰭硬棘4至5枚；背鰭軟條13至16枚；臀鰭硬棘2至3枚；臀鰭軟條8至10枚，體長可達25公分。